# Marceli Tarnawiecki
Marceli Tarnawiecki również Marcel Ritter von Tarnawiecki (ur. 15 stycznia 1808 w Stryju, zm. 4 lutego 1886 we Lwowie) – polski doktor praw, adwokat, c. k. urzędnik, właściciel dóbr, działacz społeczny.

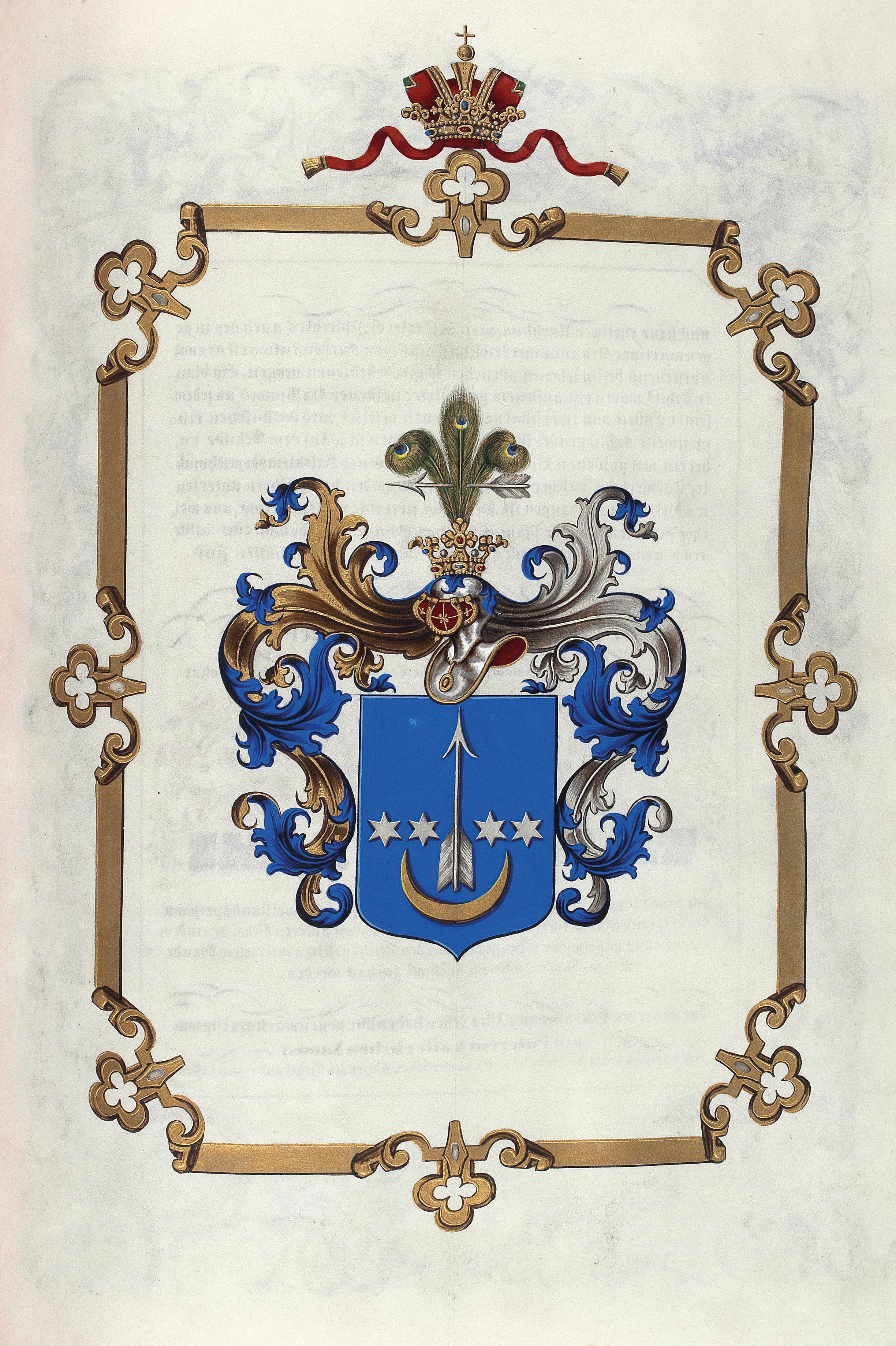
Herb Marcelego Tarnawieckiego

## Życiorys
Urodził się 15 stycznia 1808 w Stryju. Był synem Bazylego (inspektor szkolny) i Józefy z domu Zołeckiej. Kształcił się w Stryju, następnie Stanisławowie, po czym studiował na Wydziale Prawa Uniwersytetu Lwowskiego, na którym w 1830 uzyskał tytuł naukowy doktora. W 1833 został adwokatem krajowym we Lwowie. Pracował jako adwokat w sprawach karnych. Działał w samorządzie Izby Adwokatów we Lwowie, pełniąc funkcję prezydenta rady dyscyplinarnej. Jako adwokat urzędował przy ulicy Tadeusza Kościuszki 20. W 1881 odszedł ze służby adwokackiej. Kancelarię adwokacką Tarnawieckiego przejął ożeniony z jego córką Godzimir Małachowski. Tarnawiecki prowadził ankiety prawnicze na zlecenie C. K. Namiestnictwa, współpracował przy tworzeniu ustaw, był egzaminatorem w komisjach egzaminacyjnych rządowych, także przy Uniwersytecie Lwowskim. Był członkiem c. k. komisji krajowej dla spraw odkupu i uporządkowania ciężarów gruntowych.
Podczas Wiosny Ludów 1848 pełnił stanowisko kapitana 12 Korpusu Gwardii Narodowej. Od 1850 przez dziesięć lat pełnił mandat radnego rady miejskiej we Lwowie. Był właścicielem dóbr, posiadał majątki Bykowce (wspólnie z nim baron Wetzlar), Dolina (wspólnie z nim Gabriela baronowa Wetzlar), Gdyczyna, Huta, Wołodź i Wola Wołodzka.
31 października 1854 został nobilitowany do I stopnia szlachectwa, a 14 marca 1865 otrzymał od cesarza Franciszka Józefa stopień rycerski.
Działał społecznie. Od 1869 do końca życia sprawował stanowisko naczelnego dyrektora Galicyjskiej Kasy Oszczędności (wybrany z grona tzw. wspieraczy). Należał do C. K. Galicyjskiego Towarzystwa Gospodarskiego. Przez około 40 lat działał jako syndyk dóbr ziemskich arcyksięcia Albrechta Habsburga. Od 1852 do 1869 do był syndykiem Zakładu Narodowego im. Ossolińskich we Lwowie
Pełnił funkcję zastępcy dyrektora Galicyjskiej Ochronki Małych Dzieci, połączonej z zakładem niemowląt we Lwowie. Odznaczał się działalnością charytatywną.
Jego dziećmi byli Ludwik (ur. 1842, poległy w powstaniu styczniowym 1863), Marcela (1860-1912, żona Godzimira Małachowskiego). Jego wnukami (dzieci Marceli i Godzimira) byli: Godzimira (dziedziczka dóbr w Dolinie, która w 1917 została żoną Henryka Tchorznickiego, syna Aleksandra), Roman (1887-1944, oficer kawalerii c. i k. armii i Wojska Polskiego), Łucja.
Zmarł 4 lutego 1886 we Lwowie. Został pochowany na Cmentarzu Łyczakowskim we Lwowie.
Dobra w Bykowcach, w tym tamtejszy dwór, posiadał później Aleksander Tarnawiecki, Stanisława Tarnawiecka.

## Odznaczenia i wyróżnienia
- Order Korony Żelaznej III klasy (1864)[2][36][37].
- Tytuł c. k. radcy rządowego (1882)[2].
- Honorowe obywatelstwo Sanoka (1882)[38][2].